# Mansha
Der Mansha – auch Manshya – ist ein kleiner Fluss in der Ostprovinz in Sambia.

## Verlauf
Der Mansha entspringt nördlich von Mwakana und mündet als rechter Nebenfluss in den Luangwa. Es bestehen nur im Quellgebiet einige kurze Zuflüsse.
Das Einzugsgebiet ist sehr klein, da die benachbarten Flussläufe des Musalangu im Süden und des Matwashi im Norden sehr dicht an den Mansha heranreichen.
Seine Länge beträgt etwa 40 Kilometer.